# Neochodaeus repandus
Neochodaeus repandus är en skalbaggsart som beskrevs av Henry Clinton Fall 1909. Neochodaeus repandus ingår i släktet Neochodaeus och familjen Ochodaeidae. Inga underarter finns listade i Catalogue of Life.